# Bahnhof Duisburg-Meiderich Süd
Der Bahnhof Duisburg-Meiderich Süd ist ein Regionalbahnhof im Duisburger Stadtteil Mittelmeiderich im westlichen Ruhrgebiet in Nordrhein-Westfalen.
Er liegt an der heute nur noch vom Personenverkehr bedienten Bahnstrecke Oberhausen–Duisburg-Ruhrort in Höhe des Abzweigs der Güterstrecke Oberhausen West–Meerbeck.

## Geschichte

### Privatbahnen
Die Köln-Mindener Eisenbahn-Gesellschaft (CME) weihte am 14. Oktober 1848 die Bahnstrecke Oberhausen–Duisburg-Ruhrort ein. Diese war eine Stichstrecke zur Bahnstrecke Duisburg–Dortmund, einem Teil der Stammstrecke der Köln-Mindener Eisenbahn-Gesellschaft. Sie sollte hauptsächlich dem Kohletransport zum Rhein dienen und wurde folgerichtig zunächst ohne Zwischenhalte ausgeführt. Nach der Fertigstellung der Ruhrort-Homberger Trajektanstalt am 12. November 1852 wurde die Strecke auch für Fahrgäste interessant, und so eröffnete die CME 1856 den Haltepunkt Meiderich an der heutigen Bahnhofstraße.
1866 übernahm die Bergisch-Märkische Eisenbahn-Gesellschaft (BME) die Königliche Direktion der Aachen-Düsseldorf-Ruhrorter Eisenbahn, zusammen mit ihrer Bahnstrecke Duisburg-Ruhrort–Mönchengladbach. Ausgehend vom Bahnhof Styrum verlängerte die BME ihre Ruhrgebietsstrecke zunächst bis Meiderich und zehn Monate später bis Ruhrort.
Zusammen mit der ersten Teilstrecke eröffnete die BME am 8. Januar 1867 unmittelbar neben dem Haltepunkt der CME den Bahnhof Meiderich und errichtete im gleichen Jahr das erste Empfangsgebäude. 1872 erweiterte die BME ihre Strecke von Styrum nach Ruhrort um ein zweites Gleis, 1881 folgte das zweite Gleis an der Strecke der CME von Bahnhof Oberhausen CME (heute Oberhausen Hauptbahnhof) nach Ruhrort. Somit führten nunmehr vier Gleise vom Bahnhof Meiderich zum Bahnhof Ruhrort.

### Preußische Staatseisenbahnen
Nach der Verstaatlichung der (zumindest nominell) privaten Eisenbahngesellschaften und der Verschmelzung der einzelnen Streckennetze von den Preußischen Staatseisenbahnen wurde das alte Bahnhofsgebäude 1895 durch einen Neubau an der heutigen Von-der-Mark-Straße ersetzt. Dieser wurde bereits 1910 wieder abgerissen, da die Gleistrasse hochgelegt wurde, um kreuzungsfrei vom Straßenverkehr geführt zu werden. Im Folgejahr wurde dann das heute noch existente Empfangsgebäude fertiggestellt; es gilt als „eines der ‚besterhaltenen Beispiele‘ der im ‚Heimatstil‘ errichteten Bahngebäude.“ Im gleichen Jahr erfolgte am 1. November 1911 die Umbenennung in Duisburg-Meiderich Süd, wenige Tage vor der Eröffnung des zweiten Meidericher Bahnhofs Duisburg-Meiderich Nord am 5. November 1911.
Zu dieser Zeit entwickelte sich der Bahnhof zum Verkehrsknoten nördlich der Ruhr. 1905 war eine Anbindung an den Duisburg-Ruhrorter Hafenbahnhof geschaffen worden, diese erhielt 1908 ein zweites Gleis. Am 1. September 1913 folgte im Westen die Verbindungsstrecke zur Abzweigstelle Buschmannshof an der ein Jahr zuvor errichteten Bahnstrecke Duisburg-Meiderich Nord–Hohenbudberg, und im Osten zum Bahnhof Oberhausen West (ehemals Bahnhof Oberhausen RhE) an der Bahnstrecke Duisburg–Quakenbrück bzw. Bahnstrecke Duisburg-Wedau–Bottrop Süd.
Am 15. Mai 1929 wurde eine Verbindungsstrecke von der neu errichteten Haltestelle Baerl an der Strecke nach Hohenbudberg zur Abzweigstelle Meerbeck an der Niederrheinstrecke in Betrieb genommen, am 29. Mai 1929 fuhr dann der erste Personenzug von Meiderich Süd zum Moerser Bahnhof.

### Deutsche Bundesbahn
Nach dem Zweiten Weltkrieg wurde das zweite Gleis der Strecke von Oberhausen West nach Meerbeck (VzG 2331) zwischen Meiderich Süd und Meiderich Ost abgebaut, auf diesem Teilstück vornehmlich vom Güterverkehr genutzt. Dafür wurde 1969 das zweite Gleis der Strecke von Oberhausen nach Duisburg-Ruhrort (VzG 2274), das auf diesem Teilstück hauptsächlich dem Personenverkehr diente, zu der Güterstrecke umgewidmet.
Mit der Strecke von Oberhausen West nach Meerbeck hielt am 1. Dezember 1970 die Elektrifizierung Einzug in den Bahnhof, am 14. Dezember 1970 folgte die Strecke von Oberhausen Hauptbahnhof. Erst zehn Jahre später, am 28. April 1980, waren die Strecken nach Styrum und zum Hafenbahnhof mit Oberleitung versehen. Zu dieser Zeit hatte der Bahnhof Duisburg-Meiderich Süd auf Grund des Zechensterbens im Ruhrgebiet schon einen Großteil seiner Bedeutung verloren, der immer stärker werdende Güterkraftverkehr über die Straße tat sein Übriges.
Zum 30. Juni 1985 wurde das zweite Gleis der ehemals Bergisch-Märkischen Strecken zwischen Meiderich Süd und Ruhrort rückgebaut. An der ehemaligen Köln-Mindener Strecke wurde das zweite Gleis auf diesem Abschnitt zum 1. November 1989 rückgebaut.
Bereits am 23. September 1983 war der Personenverkehr zwischen Meiderich Süd und Moers nach nur gut 50 Jahren eingestellt worden. Am 1. April 1995 erfolgte die Einstellung des Verkehrs auf der Strecke zwischen Ruhrort und Mülheim (Ruhr)-Styrum; die Stilllegung der Strecke folgte am 1. Mai 1996. Diese war auf Grund des Baus des Ruhrtunnels der Stadtbahn Duisburg erforderlich geworden. Um ausreichend Platz für die ans Tageslicht führende Rampe zu erhalten, wurde der unmittelbar östlich vom Bahnhof ausgehende Bahndamm der Strecke nach Mülheim (Ruhr)-Styrum komplett abgetragen.
Der Güterverkehr auf der Strecke zum Ruhrorter Hafenbahnhof wurde ab dem 22. Mai 1997 auf eine weitere direkte Anschlussstrecke zur Bahnstrecke Duisburg-Wedau–Bottrop Süd verlegt, die Strecke dann zum 1. März 1999 stillgelegt.

## Heutige Situation

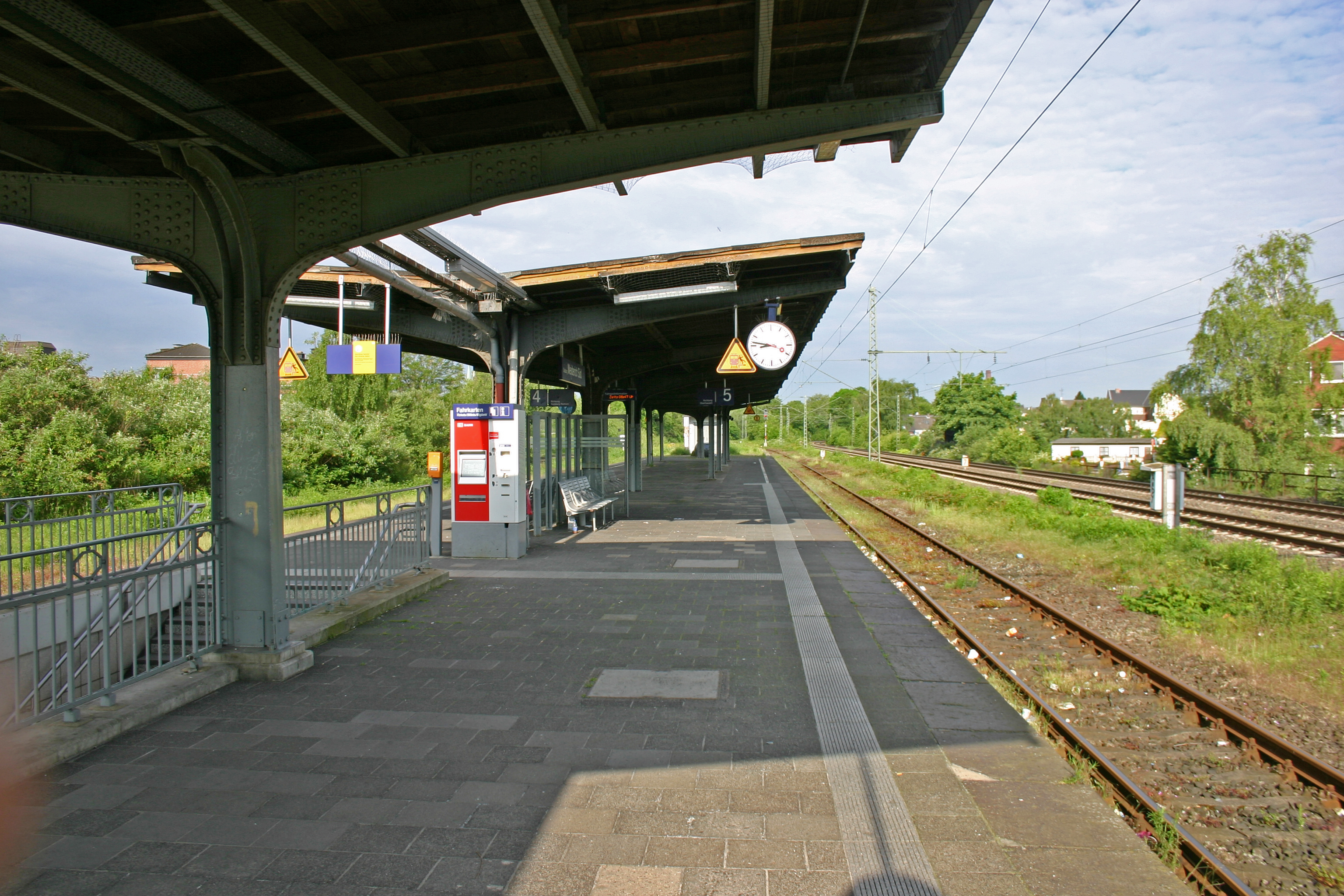
Bahnsteiggleise 4+5, 2014

Von den ehemals fünf Bahnsteiggleisen sind nur noch die Gleise 4 und 5 an einem Inselbahnsteig übrig geblieben. Der südliche Inselbahnsteig wurde nach der Abtragung des Bahndammes ebenfalls zurückgebaut.
Die Güterzugstrecke zwischen Oberhausen West und Meerbeck führt nördlich des Bahnsteigs vorbei. Östlich des Bahnsteigs ist die Güterzugstrecke betrieblich mit der Strecke von Oberhausen Hauptbahnhof nach Duisburg-Ruhrort verbunden, auf der heute nur noch Personenverkehr stattfindet.
Das Empfangsgebäude mit dem Bahnhofsvorplatz befindet sich südlich der Gleisanlagen. Bereits seit geraumer Zeit ist es nicht mehr in seiner ursprünglichen Funktion genutzt. Es wurde verkauft, hier befindet sich eine Gastronomie und seit 2012 die Praxis eines Physiotherapeuten. Der Zugangstunnel zu den Bahnsteigen endete seit der Aufgabe des Empfangsgebäudes unmittelbar neben diesem mit direktem Zugang zum Vorplatz.
Da der bisherige Zugang zum Bahnsteig nicht barrierefrei war und eine Sanierung nicht wirtschaftlich gewesen wäre, wurde der alte Zugangstunnel geschlossen. Stattdessen wurde ein Treppenaufgang zusammen mit einem Aufzug unmittelbar von der Singstraße geschaffen, die den Bahnhof östlich des Bahnhofsvorplatzes unterquert. Der neue Zugang befindet sich somit 100 Meter nördlich des neu angelegten zentralen Verknüpfungspunktes von Bus und Stadtbahn.

## Lage
Anders als der Name vermuten lässt, liegt der Bahnhof nicht im Süden von Meiderich, sondern im Zentrum des Stadtteils, auf gleicher Höhe wie der heutige Haltepunkt Duisburg-Meiderich Ost. Ursprünglich nur Meiderich genannt, erhielt der Bahnhof erst im November 1911 den Zusatz „Süd“ zur Abgrenzung vom im selben Monat eröffneten Bahnhof Duisburg-Meiderich Nord. Obwohl die Strecke am „Nord“-Bahnhof 1987 stillgelegt und 1988 abgebaut wurde, bleibt es bis heute beim mittlerweile obsoleten Zusatz „Süd“ in der Stationsbezeichnung. Der benachbarte U-Bahnhof trägt dagegen den Namen Meiderich Bahnhof statt Meiderich Süd Bahnhof.
Der Bahnhofsvorplatz wird im Norden durch das Empfangsgebäude, im Osten von der Singstraße und im Süden durch die Von-der-Mark-Straße eingerahmt. Der barrierefreie Zugang zum Bahnsteig erfolgt von der Singstraße aus. Am südlichen Ende des Vorplatzes befindet sich eine Verknüpfungshalle mit mehreren Bushaltestellen und dem darunter liegenden U-Bahnhof Meiderich Bahnhof.

## Bedienung
Im Schienenpersonennahverkehr wurde der Bahnhof zuletzt ausschließlich von der Regionalbahn RB 36, genannt „Ruhrort-Bahn“, im Halbstundentakt bedient. 2010 hat die NordWestBahn die Ausschreibung bis 2025 gewonnen und setzte Dieseltriebwagen vom Typ LINT 41 ein.
| Linie | Linienverlauf | Takt                                                   | Betreiber |
| ----- | --- | ------------------------------------------------------ | --------- |
| RB 36 | Ruhrort-Bahn: Oberhausen Hbf – Duisburg-Obermeiderich – Duisburg-Meiderich Ost – Duisburg-Meiderich Süd – Duisburg-Ruhrort Stand: Fahrplanwechsel Dezember 2021 | 30 min (wochentags) 60 min (Wochenenden und Feiertage) | NWB       |

Die Linie wurde mit Fahrplanwechsel zum 15. Dezember 2024 auf Omnibusbetrieb umgestellt, der Fahrplan im Internet aber bislang nicht entsprechend aktualisiert.
In direkter Nachbarschaft befindet sich der U-Bahnhof Meiderich Bahnhof. Dieser wird im öffentlichen Personennahverkehr von einer Stadtbahnlinie, einer Straßenbahnlinie und mehreren Buslinien angefahren.
Alle den Bahnhof bedienenden Verkehrslinien können mit den Fahrkarten des Verkehrsverbundes Rhein-Ruhr genutzt werden.